# زایلینکس
XilinxInc. (‎/ˈzaɪlɪŋks/‎ ZY-lingks) یک شرکت فناوری آمریکایی و به‌طور کلی تأمین کننده دستگاه‌های منطقی قابل برنامه‌ریزی می‌باشد. این شرکت برای اختراع field-programmable gate array (FPGA) و به عنوان اولین شرکت نیمه هادی با مدل ساخت fabless شناخته می‌شود.
در سال ۱۹۸۴ در دره سیلیکون تأسیس شد، دفتر مرکزی این شرکت در سن خوزه ایالات متحده آمریکا و دفاتر اضافی آن در برکلی ایالات متحده آمریکا؛ دوبلین، ایرلند؛ سنگاپور; حیدرآباد هند؛ پکن چین؛ شانگهایچین؛ بریزبناسترالیا و توکیو، ژاپن قرار دارد.
عمده خانواده محصولات FPGA شامل Virtex (با عملکرد بالا) با Kintex (رده میانی) و ارتیکس (کم هزینه) و سری بازنشسته اسپارتان (کم هزینه). عمده نرم‌افزار کامپیوتر مرتبط Xilinx ISE و Vivado Design Suite و Vitis AI می‌باشد.
در اکتبر 2020 شرکت AMD خرید Xilinx را اعلام کرد.

## تاریخچه

### روزهای نخستین
راس فریمن با برنارد واندر اسمیت و جیمز V بارنت دوم که همه برای شرکت Zilog (تولیدکننده مدارات مجتمع و حالت جامد) کار کرده بودند در سال 1984 xilinx را تأسیس کردند.
در حالی که برای Zilog کار می‌کردند، فریمن می‌خواست تراشه‌هایی را ایجاد کند است که در عمل مانند یک نوار خالی عمل کنند و به کاربران اجازه می‌دهد فناوری خودشان را برنامه‌ریزی کنند. «مفهوم مورد نیاز تعداد زیادی از ترانزیستورها و در آن زمان ترانزیستور در نظر گرفته شد بسیار گرانبها—مردم فکر می‌کردند که راس ایده خیلی دوری دارد»، این را بیل کارتر کارمند زایلینکس گفت، او در سال ۱۹۸۴ به عنوان اولین طراح مدارمجتمع و به عنوان هشتمین کارمند آن استخدام شد.

### امروز
شرکت سبد محصولات خود را از زمان تأسیس آن گسترش داده‌است. Xilinx طیف گسترده‌ای از FPGAsها را به فروش می‌رساند، دستگاه‌های قابل برنامه‌ریزی پیچیده (CPLDs), ابزارهای طراحی، مالکیت معنوی و مرجع طراحی‌ها. Xilinx همچنین دارای یک خدمات جهانی و برنامه‌های آموزشی می‌باشد.

### تکنولوژی

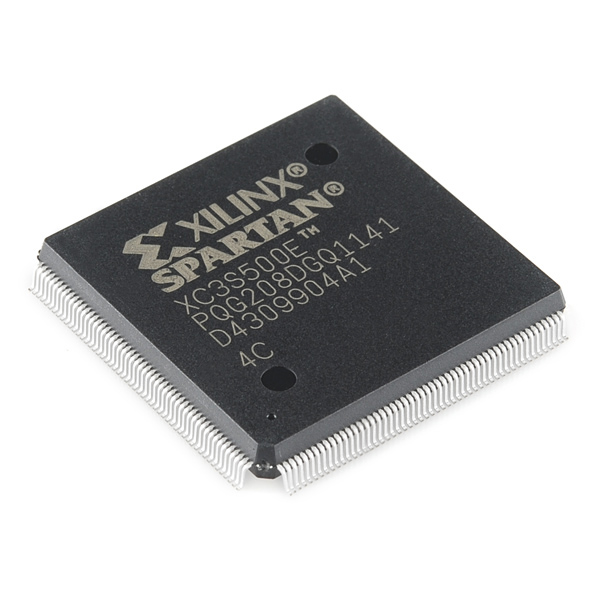
The Spartan-3 platform was the industry’s first 90nm FPGA, delivering more functionality and bandwidth per dollar than was previously possible, setting new standards in the programmable logic industry.

Xilinx طرح‌های توسعه و بازار منطقی قابل برنامه‌ریزی محصولات از جمله مدارات مجتمع (ICs), نرم‌افزار طراحی، ابزار از پیش تعریف شده و عملکرد سیستم‌های تحویل داده شده به عنوان مالکیت معنوی (IP) هسته، طراحی، خدمات، مشتری، آموزش، رشته، مهندسی و پشتیبانی فنی. Xilinx به فروش می‌رساند هر دو FPGAs and CPLDs به صورت الکترونیکی تولیدکنندگان تجهیزات در پایان بازار مانند ارتباطاتهای صنعتیبا مصرف‌کنندههای خودرو و پردازش داده‌هااست.
اف پی جی ای‌های xilinx می‌توانند سیستم عامل‌های نهفته متداول (مانند لینوکس یا vxWorks) را اجرا کنند و می‌توانند پردازنده جانبی را در آن پیاده‌سازی نمایند.

## فرهنگ و استراتژی سازمانی
Xilinx به عنوان یکی از «۱۰۰ بهترین شرکت برای کار» در سال ۲۰۰۱ در رده چهاردهم انتخاب شد و در سال ۲۰۰۲ رنک این شرکت به رتبه ششم و در سال ۲۰۰۳ به رتبه چهارم ارتقا یافت.

### راس فریمن
راس فریمن به عنوان مخترع FPGA شناخته شد و به عضویت اتاق مشاهیر مخترعین ملی در سال ۲۰۰۹ وبیش از ۲۰ سال پس از اختراع FPGA درآمد. با شروع سال ۱۹۹۲، Xilinx تا به حال یک سنت سالانه اعطای جایزه راس فریمن به یک کارمند شرکت برای نوآوری‌های فنی را برای یادبود راس فرمین برگزار می‌کند. جایزه برندگان بر اساس نامزدهای نوآوری که منجر به به نفع قابل توجه و ملموس شرکت شده‌است می‌باشد. فینالیست‌ها توسط کمیته انتخاب می‌شوند و برندگان بر اساس یک رای.

### رقابت
امروز مشتریان زایلینکس فقط بیش از نیمی از کل برنامه‌ریزی منطق بازار در ۵۱٪ را استفاده می‌کنند. Altera را قوی‌ترین رقیب Xilinx با ۳۴٪ از بازار بحساب می‌آورند. دیگر بازیکنان کلیدی در این بازارBaySandهای Actel (در حال حاضر Microsemi) و Lattice Semiconductor هستند.

## پیوند مرتبط
آلترا